# Heerlijkheid Mietingen en Sulmingen
De dorpen Mietingen en Sulmingen vormden een heerlijkheid die behoorde tot de Zwabische Kreits binnen het Heilige Roomse Rijk.
Mietingen en Sulmingen behoorden tot het gebied van de abdij Heggbach. Paragraaf 24 van de Reichsdeputationshauptschluss van 25 februari 1803 kende de dorpen toe aan de graaf van Plettenberg als schadeloosstelling voor het verlies van het Wittem en Eijs.
Artikel 24 van de Rijnbondakte van 12 juli 1806 stelde de heerlijkheid onder de soevereiniteit van het koninkrijk Württemberg: de mediatisering.